# 천일염

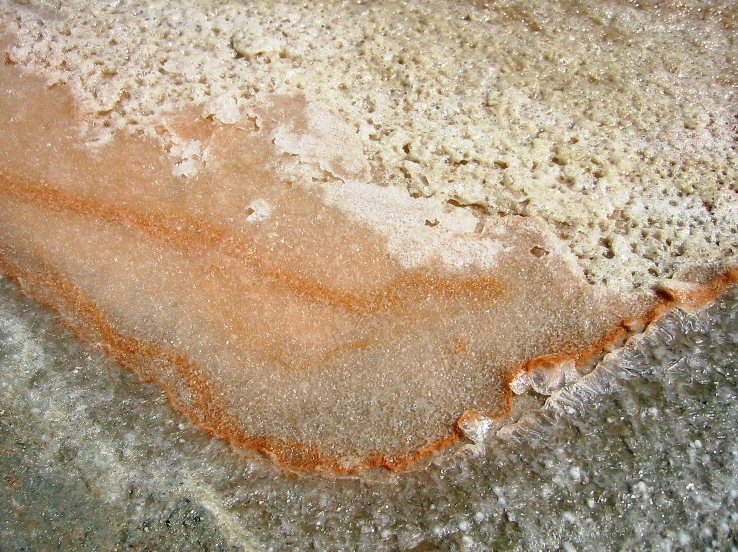
해수를 증발시켜 얻은 천일염

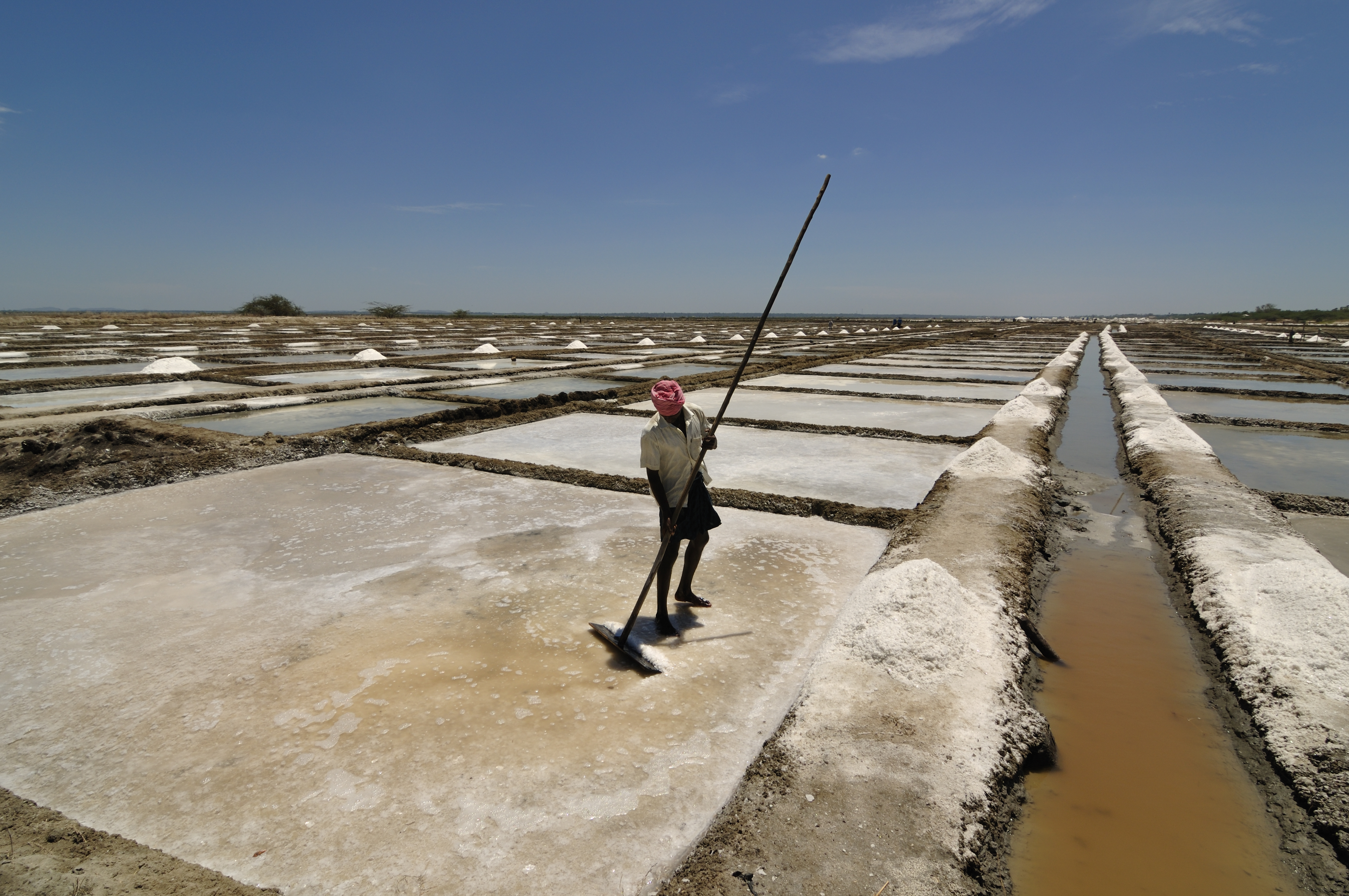
염전에서 소금을 생산하는 염부. 타밀나두, 인도

천일염(天日鹽, 문화어: 볕소금, 영어: sea salt, bay salt, solar salt)은 염전에서 바닷물을 증발시켜 만든 소금으로, 퇴적 광산에서 추출되는 소금과는 구별된다. 천일염은 요리와 화장품에 사용된다. 천일염의 생산은 무기염과 마찬가지로 선사시대로 거슬러 올라간다.

## 성분
천일염의 성분은 해수에 용해된 이온 성분과 본질적으로 같다. 건조 중량을 기준으로 나트륨 30.8%, 칼슘 1.1%, 마그네슘 3.7%, 칼륨 1.2%, 염소 55.5%, 황 7.7% 등으로 이루어져 있다.

## 생산 방법
여름 강수량이 많은 대한민국에서는 여러 단계에 걸쳐 농축시켜서 결정을 긁어내 얻는다. 천일염을 만들기 까진 10~20일이 걸린다. 바닷물(염도2)을 끌어올린 다음 단계별로 증발 시킨다. 염도 24도 이상이 되면 물에 뜨는 소금꽃이 피며 결정이 맺히기 시작한다. 소금이 완성되면 바닥에 가라앉는다. 이 소금을 창고에 쌓아놓고 약 1년간 간수를 빼면 염도 84~86도에 이르는 천일염이 탄생한다. 다른 나라에서는 그냥 증발시켜서 얻는다.

## 해주
해주는 1차2차 증발지에서 만들어지는 함수를 저장하여 고농도의 함수를 유도하며 이때 불용분 및 이물질을 자연 침전시켜  이렇게 분리된 함수를 다음 공정으로 이송시키게 되는 함수보관창고의 역할을 하는 일종의 침전지이다. 천일염 품질향상에 주요한 공정중 하나로 다루어진다.

## 천일건조
천일건조(天日乾燥)는 햇볕과 바람,공기의 온도등을 이용한 자연건조법이다. 경비가 저렴한 장점이 있지만 자연 조건에 따라 건조 능력이 좌우되는 단점이 있다.
한편 천일건조는 '볕에 말림'이라는 순화된 용어가 권장된다고 규범정보가 언급된바있으나 이는 풍화작용의 맥락에서보면 바람의 역할이 드러나지 않는 표현일수있다.

## 맛과 용도
천일염은 채소나 생선을 절일 때 쓰인다.

## 건강

### 영암 심포지엄
천일염은 각종 미네랄을 함유한다. 2006년 9월 전라남도 영암에서 열린 심포지엄에서 전남보건환경연구원 양호철 박사는 한국의 천일염이 미네랄 함량이 높다고 발표하였다.
이 심포지엄에서 목포대학교 함경식 교수는 한국산 천일염의 가공염이 산화반응을 억제해 간을 보호하는 효과가 있다고 발표하였고, 일본 쓰쿠바 대학의 후지모리교수는 천일염의 구운 소금이 활성 산소를 제거하는 효과가 있다고 주장하였다. 부산대학교 박건영 교수는 천일염의 가공염으로 제조한 발효식품은 상대적으로 암에 대한 화학적 보호효과가 높다고 발표하였다.

## 같이 보기
- 자염
- 염전
- 소금
- 간수 (소금)
- 암염
- 신안군
- 신안군 염전 섬노예 사건